# Magdalena Sadlonová
Magdalena Sadlonová (eredetileg Magdaléna Sadloňová, németül: Magdalena Sadlon; Aranyosmarót, 1956. augusztus 2. –) szlovák származású osztrák színésznő, író és műfordító.

## Élete
A gyermekkorát Verebélyen töltötte, ahol az édesapja orvos volt, és ahol általános iskolába járt. 12 éves korában, 1968-ban a családja emigrált Ausztriába. A Bécsi Egyetemen szlavisztikát tanult. Az Anton Bruckner Magánegyetemen (Konzervatóriumban) Linzben színészképzésben vett részt.
1981-től dolgozott a linzi pinceszínházban, a Művészeti Központban, valamint független színházi csoportoknál. Kísérleti filmekben vett részt a bécsi filmakadémián. Szlovák-német szövegek művészi fordítója.
1984 óta íróként dolgozik Alsó-Ausztriában, Bécsben és Szlovákiában. Számos regény és folyóiratcikk szerzője, melyek antológiákban és magazinokban jelentek meg. 2004-ben írt egy könyvet Verebéllyel kapcsolatban. 2007-ben elnyerte az Adelbert von Chamisso-díjat.

## Művei
- Man sucht ein Leben lang. Graz, Gangan (1988), Egy életen át keres
- Entweder Olga. Graz, Gangan (1993), Vagy Olga
- Die wunderbaren Wege. Wien, Zsolnay (1999), A csodálatos utak
- Die wunderbaren Wege. München, dtv (2003), A csodálatos utak
- Solange es schön ist. Wien, Zsolnay (2006), Amíg szép

## Fordítás
- Ez a szócikk részben vagy egészben  a   Magdalena Sadlonová című szlovák Wikipédia-szócikk ezen változatának fordításán alapul.  Az eredeti cikk szerkesztőit annak laptörténete sorolja fel. Ez a jelzés csupán a megfogalmazás eredetét és a szerzői jogokat jelzi, nem szolgál a cikkben szereplő információk forrásmegjelöléseként.